# Travis Mayer
Travis Mayer (* 22. Februar 1982 in Springville, New York) ist ein ehemaliger US-amerikanischer Freestyle-Skier. Er war auf die Buckelpisten-Disziplinen Moguls und Dual Moguls spezialisiert. Mayer gewann die Silbermedaille bei den Olympischen Winterspielen 2002 und feierte einen Sieg im Weltcup. 

## Biografie
Travis Mayer wuchs im Bundesstaat New York auf und erlernte das Skifahren im Holiday Valley Resort. Die Highschool besuchte er in Killington, Vermont, und Steamboat Springs, Colorado, nachdem seine Eltern dort ein Ferienhaus erworben hatten.
Noch vor seinem 14. Geburtstag startete Travis Mayer in Killington erstmals im Nor-Am Cup. Nachdem ihm 1998 erste Spitzenresultate gelungen waren, gewann er im Januar 1999 sein erstes Rennen auf den Dual Moguls (Parallelbuckelpiste). Im Dezember 2001 gab er sein Debüt im Freestyle-Skiing-Weltcup und wurde gleich bei seinem zweiten Antreten in Steamboat Zweiter. Nach einem weiteren zweiten Platz reiste der Rookie neben Jeremy Bloom als Hoffnungsträger des US-Freestyle-Teams zu den Olympischen Spielen von Salt Lake City und gewann dort hinter Janne Lahtela die Silbermedaille.
In der Saison 2002/03 erreichte Mayer mit mehreren Podestplätzen Rang drei in der Weltcup-Disziplinenwertung. Bei seinen ersten Weltmeisterschaften in Deer Valley verpasste er als Vierter nur knapp einen weiteren Medaillengewinn. Sein erster und einziger Weltcupsieg gelang ihm im Januar 2005 am Whiteface Mountain bei Lake Placid. Bei den Weltmeisterschaften in Ruka musste er sich mit Rang 17 begnügen. Den letzten Wettkampf seiner Karriere bestritt Mayer im Februar 2006 im Rahmen der Olympischen Spiele von Turin, wo er unmittelbar hinter dem gleichaltrigen Bloom Platz sieben belegte.
Travis Mayer studierte an der Cornell University.

## Erfolge

### Olympische Spiele
- Salt Lake City 2002: 2. Moguls
- Turin 2006: 7. Moguls

### Weltmeisterschaften
- Deer Valley 2003: 4. Moguls
- Ruka 2005: 17. Moguls

### Weltcupwertungen
| Saison  | Gesamt | Gesamt | Moguls | Moguls |
| Saison  | Platz  | Punkte | Platz  | Punkte |
| ------- | ------ | ------ | ------ | ------ |
| 2001/02 | 33.    | 45     | 13.    | 267    |
| 2002/03 | 7.     | 88     | 3.     | 616    |
| 2003/04 | 102.   | 6      | 28.    | 90     |
| 2004/05 | 10.    | 38     | 5.     | 419    |
| 2005/06 | 58.    | 15     | 19.    | 166    |

### Weltcupsiege
Mayer errang im Weltcup 11 Podestplätze, davon 1 Sieg:
| Datum           | Ort         | Land | Disziplin |
| --------------- | ----------- | ---- | --------- |
| 15. Januar 2005 | Lake Placid | USA  | Moguls    |

### Nor-Am Cup
- Saison 1997/98: 9. Moguls-Wertung
- Saison 1998/99: 6. Moguls-Wertung, 9. Dual-Moguls-Wertung
- Saison 1999/00: 1. Dual-Moguls-Wertung, 3. Moguls-Wertung
- 2 Podestplätze, davon 1 Sieg:

| Datum          | Ort       | Land   | Disziplin   |
| -------------- | --------- | ------ | ----------- |
| 7. Januar 1999 | Le Relais | Kanada | Dual Moguls |